# Jaap Eden Trofee 1982
12e Jaap Eden Trofee 1982 was een schaatsmarathon. Het is de twaalfde editie van de Jaap Eden Trofee die werd gehouden op zaterdag 6 november 1982 en plaatsvond op de Jaap Edenbaan in Amsterdam. Er was nog geen editie voor de vrouwen. De winnaar van de twaalfde editie was Dries van Wijhe, het zilver was voor Henk Portengen en het brons voor Jos Pronk.

## Podia
| Klasse             | Eerste          | Tweede         | Derde     |
| ------------------ | --------------- | -------------- | --------- |
| Top-divisie mannen | Dries van Wijhe | Henk Portengen | Jos Pronk |

## Uitslag Top-divisie mannen[1]
| #      | Rijder               | Nationaliteit | Ploeg | Ronde |
| ------ | -------------------- | ------------- | ----- | ----- |
| Goud   | Dries van Wijhe      | Nederland     |       |       |
| Zilver | Henk Portengen       | Nederland     |       |       |
| Brons  | Jos Pronk            | Nederland     |       |       |
| 4      | Jan Kooiman          | Nederland     |       |       |
| 5      | Co Giling            | Nederland     |       |       |
| 6      | Jan Kroon            | Nederland     |       |       |
| 7      | Jos Niesten          | Nederland     |       |       |
| 8      | Alex Janssen         | Nederland     |       |       |
| 9      | Henri Ruitenberg sr. | Nederland     |       |       |
| 10     | Dirk Maarssen        | Nederland     |       |       |
| 11     | Anne Postmus         | Nederland     |       |       |
| 12     | Wim Post             | Nederland     |       |       |
| 13     | Jeen van den Berg    | Nederland     |       |       |
| 14     | Lex Cazemier         | Nederland     |       |       |
| 15     | Frans Boon           | Nederland     |       |       |

1971 · 
1972 · 
1973 ·
1974 · 
1975 · 
1976 · 
1977 · 
1978 · 
1979 · 
1980 · 
1981 · 
1982 · 
1983 · 
1984 · 
1985 · 
1986 · 
1987 · 
1988 · 
1989 · 
1990 · 
1991 · 
1992 · 
1993 · 
1994 · 
1995 · 
1996 · 
1997 · 
1998 · 
1999 · 
2000 · 
2001 · 
2002 · 
2003 · 
2004 · 
2005 · 
2006 · 
2007 · 
2008 · 
2009 · 
2010 · 
2011 · 
2012 · 
2013 · 
2014 · 
2015 · 
2016 · 
2017 · 
2018 · 
2019 · 
2020 ·  
2021 · 
2022 · 
2023 · 
2024